# Саламанка (провінція)
Саламанка (ісп. Salamanca) — провінція на заході Іспанії розташована в автономному співтоваристві Кастилія-і-Леон. Адміністративний центр — місто Саламанка.